# Mezquita Abu Dulaf
La mezquita Abu Dulaf (en árabe: جامع أبو دلف) es una mezquita histórica situada a unos 15 kilómetros al norte de Samarra, en la gobernación de Saladino, Irak.

## Historia
La mezquita fue encargada por el décimo califa abbasí Al-Mutawákkil en el 859. Presenta una forma rectangular y consta de un sahn al aire libre rodeado de pasillos, siendo el corredor de la qibla el mayor de ellos. Es una de las mayores del mundo en cuanto a superficie, ya que tiene 46 800 metros cuadrados. El icónico minarete en espiral, que se asemeja al famoso Malwiya de la Gran Mezquita de Samarra, está situado en el lado norte. Se dice que el diseño solitario del minarete está inspirado en la estructura similar de Firuzabad. mientras que otros creen que el diseño solitario en espiral del minarete deriva de la arquitectura de los zigurats mesopotámicos.
El minarete alcanza los 32 metros de altura y se levanta sobre una base cuadrada.